# ブラックポストマン
『ブラックポストマン』は、2023年8月18日から9月29日まで、テレビ東京系「ドラマ8」枠で放送されたテレビドラマ。主演は田中圭。

## あらすじ
東京・あさひの市。そこにはかつて、苦しみを抱えた子供が手紙を出すと救いの手が差し伸べられるという特別なポストがあった。「ネバーランドの悪魔」と呼ばれるその救い手は、子供が抱える事件未満の苦しみや悲しみを減らそうと人知れず活動を続けていたが、ある事件をきっかけに活動を終えることになった。
それから10年。ホスピスで働く副島力也（田中圭）は「ネバーランドの悪魔」を名乗る手紙を受け取ったことがきっかけで、かつて自分が働いていたあさひの郵便局へと戻ってくる。時を同じくして河川敷で発見された女性の死体の口から「ネバーランドの悪魔 再降臨」と書かれた紙片が見つかる。10年たって今？誰が？なぜ？そして力也は町で起こる「ネバーランドの悪魔」連続殺人事件に巻き込まれていく。

## キャスト

### 主要人物
副島力也〈36〉
演 - 田中圭（中学時代：山崎雄大）
郵便配達人。陽気で落語好きな男だが、裏の顔は被害者を救い加害者を制裁するダークヒーロー。
10年前の事件を契機に郵便局を辞めホスピスに勤めていたが、江口の要請で郵便局に復帰する。
水野真の同僚であった自身の郵便局員復帰と符合するように、再びネバーランドの悪魔による殺人事件があさひの市で発生するようになったことから刑事課長の三倉にマークされ、稲田が病院で絞殺死する直前に面会していたことから、殺人容疑で追われる身となる。

### あさひの郵便局
力也の勤務する郵便局。
草薙桃 / 水野桃
演 - 志田未来（幼少期：室伏凛香）
力也の後輩。1年目の新人郵便配達人。水野真の妹。
幼いころ両親がいないため二人だけで生活していた兄の真に育てられていたが、近隣住民からの通報で児童相談所に保護され、その様子を見た真が逃亡したことから生き別れとなる。その後、養子として引き取られ、やがて兄のことも考えないようになっていたが、2年前、保育士として子どもたちの面倒を見ていた時に、殺人罪で刑務所に収監された兄が亡くなったと警察から連絡をうける。
その後、兄がネバーランドの悪魔として本当に人を殺したのか信じることができず、真相を究明するために郵便局員に転身し、当時兄の同僚であった力也に接触を図り、ネバーランドの悪魔誕生の経緯を教えられる。
原田遥香
演 - 近藤春菜（ハリセンボン）
力也と桃の先輩。
江口道夫
演 - 正名僕蔵
郵便局長。力也たちの上司。ホスピスに現れ力也に郵便局への復帰を呼びかける。

### あさひの警察署
祖父江ひなた
演 - 高橋メアリージュン（中学時代：窪寺百合愛）
刑事。力也の幼馴染。
長谷祐介
演 - 濱尾ノリタカ
刑事。ひなたの後輩。
三倉文雄
演 - 甲本雅裕
刑事課長。ひなたたちの上司。

### その他
風間翔子
演 - 金澤美穂
フリーライター。10年前に発生した「ネバーランドの悪魔」事件に関する取材を行う。
加納直樹〈45〉
演 - 平山浩行
開業医。力也や桃と親しくし、コーヒーを御馳走する。かつて聖寿総合病院院長の今野と安楽死事件に関わった疑惑を持たれている。
力也のことをネバーランドの悪魔と認識しており、救済と称し、妹尾、坂上、稲田を殺害したと力也に示唆し、水野も殺害したと匂わす発言をする。
ひなたにネバーランドの悪魔に殺害されたとされる妹尾、坂上、稲田の全ての検死を行っていたことと、登録医ではあるが稲田の入院する聖寿総合病院に彼が殺害された日に出没していたことや、妹尾と稲田の情報をパソコンに持っていたことを突き止められ、殺人事件の被疑者としてあさひの市全域に緊急配備が発令される。
聖寿総合病院に潜伏し、拘束した力也を殺害しようとしていたが、GPSを仕込み所在を追っていた桃に力也が救出されると「気を付けろ、ネバーランドの悪魔は終わらない」と言い残し何者かに首元に薬物を注射され死亡する。
安楽死させたのは、完治の難しい病にかかった自分の妻であったことが翔子の取材で判明し、安楽死の認可を求め医師会から除名されるが、何者かに拾われ、あさひの市で開業していた。
山崎界斗
演 - 堀丞
力也たちが暮らすシェアハウス「ヒマラヤン」の同居人。
マサ
演 - 三島ゆたか（第1話・第5話）
ホームレス。ネバーランドの悪魔として活動する力也に協力する。
佐伯敏治
演 - 杉本哲太
あさひの市の市長。「あさひの」というだけで笑われていた街を盛り立て、ニュータウン構想でさらに進化させようとしていたが、ネバーランドの悪魔事件で犯罪天国となったことで街の評判がまた悪くなったことから、ネバーランドの悪魔を諸悪の根源と考え、恨んでいる。
水野真（みずの しん）
演 - 小泉孝太郎（少年時代：大川星哉）
力也の先輩。元郵便配達人。
「困りごとがあればネバーランドの悪魔が助ける」と児童に流布し、元凶となる大人に制裁を加えていた。
10年前、児童を殺害した男に制裁を加え死亡させたことから逮捕され、2年前、獄中で病死したとされる。
6歳の女子が母親の虐待でなくなったことをきっかけに子どもたちにとっては番人、大人たちにとっては悪魔の「ネバーランドの悪魔」になって子どもたちを守ろうと力也に呼びかけていた。

### ゲスト

#### 第1話
妹尾弘一〈29〉
演 - 永田崇人（第2話回想・最終話）
あさひの市立中学の美術教師。
課題を提出しない息子・勇樹の件で、提出したことにして評価点をアップするよう圧力をかける笠原直也から見返りに金を無心するが、底辺と侮辱されたため、ナイフでメッタ刺しにして殺害し、ネバーランドの悪魔の犯行に偽装する。
笠原を殺害したネバーランドの悪魔はただの人殺しだと言った和馬を気に入らず、彼も校舎の屋上で殺害しようとするが、力也に制裁されかけたところ、力也を気絶させた第三者に屋上から投げ落とされ、殺害される。
所持品から凶器と、殺人現場と同じメッセージが発見されたことから、状況証拠から被疑者死亡ながらネバーランドの悪魔として裏どり捜査が行われる。
吉井和馬
演 - 寺田心
あさひの市立中学の中学生。同級生からのいじめを受ける。
母親が信号無視した笠原直也の車に轢かれたと訴え、事故の目撃者を探すビラを配るが、勇樹から暴力を受ける。
父親も笠原に丸め込まれ味方がいないことから、ネバーランドの悪魔のポストに助けを求める手紙を投函する。
笠原直也〈50〉
演 - 飯田基祐
笠原ダイナミクスの社長。勇樹の父親。信号無視して和馬の母親を轢き殺すが、目撃者がいなかったことから揉み消しを図る。
しかし、力也に証拠のドライブレコーダーのメモリーカードを奪われ自首を勧められるが無視したため、事故映像をマスコミに配信される。
その後、刃物でメッタ刺しにされ、「制裁完了 ネバーランドの悪魔」と書かれた紙を口に入れられた遺体が発見される。
笠原叔江
演 - 東風万智子
勇樹の母親。和馬が配るビラが誹謗中傷で言葉の暴力だと訴える。　
しかし、夫が弁護士の瑤子と不倫し、交通事故を隠蔽したことを知ると離婚を切り出す。
笠原勇樹
演 - 染谷隼生
あさひの市立中学の中学生。父親を人殺しとビラを配る和馬をいじめ、暴力を振るう。
川村瑤子
演 - 下京慶子
笠原ダイナミクスの顧問弁護士。社長の笠原と不倫関係にある。
実際は存在した笠原の交通事故と不倫の様子が収められたドライブレコーダーのメモリーカードを処分していた。
しかし力也に証拠のドライブレコーダーのメモリーカードを奪われると、証拠隠蔽がバレ弁護士資格がはく奪されることを恐れ、笠原と仲たがいする。
吉井幸子
演 - 舟木幸
和馬の母親。勇樹の父親・直也が運転する信号無視をした車に轢かれ、交通事故で亡くなる。
事故の目撃者がおらず、ドライブレコーダーのメモリーカードがなかったことで和馬の証言は無視され、いつのまにか信号無視をした側にされる。
吉井正和
演 - 水野智則
和馬の父親。笠原ダイナミクスの下請け工場の経営者。
交通事故死した妻・幸子に過失がないと訴える息子・和馬の言い分を聞かず、経営難から笠原からの多額の見舞金を受け取り黙ってしまう。
谷川公男
演 - 長谷川公彦（第4話・第5話）
警視庁刑事部・参事官。
弓坂みどり〈26〉
演 - 片山萌美（最終話）
河川敷で遺体が発見された身元不明の女性。「制裁完了 ネバーランドの悪魔」と書かれた紙が口に入れられていた。
その後、捜査本部への情報提供で身元が判明し、妊娠していると嘘をつき、複数の男性から金を騙し取っていたことが明らかとなる。
町田義彦〈49〉
演 - 芝大輔（モグライダー）
町金業者。背後からナイフで刺されて殺害され、「制裁完了 ネバーランドの悪魔」と書かれた紙を口に入れられる。
借金の返済を踏み倒そうと美術教師の妹尾が殺害し、ネバーランドの悪魔の犯行に偽装していた。
杉原勝次
演 - 波岡一喜（第6話）
10年前、虐待する8歳の娘・凛を殺害しようとしたところを水野真に刺殺された。
刑事
演 - 新虎幸明（第2話 - 最終話）、秋里由佳（第2話 - 最終話）
看護師
演 - 竹内茉音（第2話・第4話・第5話）
加納医院の看護師。
秘書
演 - 久保早里奈
川村の秘書。
勇樹の仲間
演 - 河井樹、黒田航平、望月春希
勇樹の取り巻きたち。一緒になって和馬を苛める。
ニュースアナ
演 - 相内優香（テレビ東京アナウンサー）（第2話・第5話・最終話）
作中で発生する殺人事件のニュースを読み上げる。

#### 第2話
梅下大輔 / 池本純也〈45〉
演 - 三浦誠己
介護施設「さくらケアハウス」の施設長。
殺害された弓坂みどりとの関係をひなたたちに聞き取り調査をされると、みどりは知らないが、課長の三倉のことは知っていると答える。
渡された名刺の指紋から、暴行と恐喝の前科がある池本純也と判明する。ネバーランドの悪魔や介護施設の死亡事故を調べるため、ひなたたちが任意同行しようと自宅マンションに赴くと、文子を殺害したので死んで詫びると遺書をノートパソコンに入力して残し、遺体で発見される。
坂上直〈35〉
演 - 遠藤雄弥
「さくらケアハウス」の職員。力也の高校時代の後輩。力也と同じバスケ部員だった。
梅下が逮捕されるという情報を力也から教えられると、彼が逮捕されれば、ケアハウスで知っていることを警察に話すと力也に告げていた。
しかし実情は梅下にそそのかされ、ケアハウスの入居者の高級時計などをくすねるようになって悪事を働いていた。文子が入居後、周りの入居者たちに金品の管理を徹底するように言い回られ窃盗が難しくなったことから梅下が文子を殺害するが、その罪を被せられようとしたため、梅下を彼のマンションで刺殺する。自分も死のうとするができなかっため、梅下が文子を殺害したことを認める遺書を残し、自殺したように偽装した。
しかし、力也に怪しまれたために梅下殺害を白状し警察に自首するが、拘置所内で首吊り遺体で発見される。
鹿志村文子
演 - 田根楽子
あかりの祖母。鹿志村青果店のオーナー。入居した「さくらケアハウス」で徘徊したため高所から落下し、転落死したように偽装される。
実際は問題はなかったが、息子たちに世話を掛けさせないようケアハウスに入居するため、中等度の認知症と加納に診断させていた。
鹿志村あかり
演 - 浅田芭路
文子の孫。祖母の葬儀で、桃にネバーランドの悪魔宛ての手紙を預ける。
祖母が亡くなった日、ケアハウスで何者かが祖母を連れ出したのを目撃しており、ネバーランドの悪魔に祖母の復讐を願う。
鹿志村吾郎
演 - 本田大輔
文子の息子。あかりの父。鹿志村青果店の店主。
高橋宗一郎
演 - 田村泰二郎
「さくらケアハウス」の入居男性。おでこに眼鏡を乗せているが、認知症のため坂上に自分の眼鏡を取っただろうと怒鳴りだす。
谷玲奈
演 - 出口亜梨沙
「さくらケアハウス」の介護職員。
入居女性とその娘
演 - 藤夏子、小早川真由
「さくらケアハウス」の入居女性とその娘。母がケアハウスでつけていた家計簿の内容から、何をするにしても高額な料金を要求されていたことを知り、警察に相談したが民事不介入で助けてもらえなかったと力也たちに教える。
入居老人
演 - 牧口元美
「さくらケアハウス」の入居老人。坂上に介助されて食べさせられたスープが熱いと激高し、彼の右腕にそのスープを浴びせる。
記者
演 - 川名陽介、荒川浩平
ネバーランドの悪魔と推定される妹尾が亡くなったことの警察発表の場に駆け付けた記者。

#### 第3話
稲田誠一
演 - 村田雄浩（第4話・第5話）
あさひの市まちづくり振興会のキャリアコンサルタント。起業家促進会を開催し、起業家のあさひのニュータウンへの転入を勧める。
美容サプリの入った段ボールに火をつけた拓人にどれだけ損害が出たかと怒りをぶつけ、逃げ出した拓人は階段を踏み外し頭部を強打し負傷する。
表向きは女性起業家を応援すると言いながら、裏では詐欺まがいの美容サプリの販売を斡旋し、その利益を懐に収める悪人だとあさひのニュータウン歓迎レセプションパーティーで並木に暴露され、力也に向かって「ネバーランドの悪魔このままで済むと思うなよ」と吐き捨て会場から逃げ出すが、何者かに襲われる。
入院する聖寿総合病院の院長・今野のことが信用できず命の危険を感じたため、知っていることを全部話すので身柄の安全を保障するようひなたに助けを求めるが、力也と面会直後に絞殺体で発見される。
波多野麻里
演 - 映美くらら
「カフェはたの」の店主。長年修行して、昨年やっと起業したが、開店の際に稲田に助成金を出してもらう口利きをしてくれた並木に恩を着せられ、店内で美容サプリの強引な販売を行われたために客足が途絶え、起業家促進会に無料でビーフシチューを提供するように強要されるなどして経営を圧迫される。娘のほのかために我慢してカフェの経営を続けていたが、ボヤ騒ぎで娘が危険な目に遭ったことで目を覚まし、並木に協力しないと言い放つ。
並木留美
演 - 内田慈
自然食品販売会社の経営者。稲田に働きかけ助成金を出してもらったおかげで「カフェはたの」を開業できたと麻里に恩を売りつけ、食事客に美容サプリを販売するため、あの店に行くとサプリを買わされると噂になり、客が離れていく原因を作る。
夫が自殺し、ひとり親でも働きやすく、拓人をフリースクールに通わせる環境を求めあさひの市に辿り着き、稲田に世話され、美容サプリの販売を始めるようになる。しかし詐欺だと分かりながら金が稼げるために販売を続け、稲田に逆らえないこともあり、辞めるに辞められなくなっていた。そんな姿に息子の拓人は心を痛めていたと力也に教えられ、彼を追い込んだ責任を果たすためにすべてを終わらせるよう促されると、稲田に詐欺まがいのサプリ販売から手を引くと告げ、融資を全額返し、これからもカモから金を騙し取るように言われるが、力也から渡されていたペン型の隠しカメラで撮影したその時の映像をあさひのニュータウン歓迎レセプションパーティーで上映し、出席していた起業家たちに暴露する。
遠藤和美、澤田奈津子
演 - 西慶子、竹崎綾華
留美のビジネスパートナー。「カフェはたの」の女性客に美容サプリの販売会員にならないかと勧誘する。
波多野ほのか
演 - 宝辺花帆美
麻里の娘。並木が「カフェはたの」の客に美容サプリをセールスするようになったことを嫌い、客が来店しなくなり、母の笑顔が絶えたことから心を痛める。美容サプリが保管されたトランクルームでボヤ騒ぎが起こると、ネバーランドの悪魔が助けてくれたと口にする。
力也と桃にネバーランドの悪魔に会ったと言い、どのような人物であったかは口を噤んでいたが、その正体は拓人であった。
並木拓人
演 - 西山蓮都
留美の息子。母が自分のせいで我慢して「カフェはたの」の経営に苦しんでいることに涙するほのかを見て、「カフェはたの」に配送されていた美容サプリの入った段ボールに火をつける。
自殺した父親の第一発見者で、その時のショックで話ができなくなっており、そんな自分のために母親が詐欺と知りつつ美容サプリを販売する様子を見て心を痛め、助けを求める手紙をネバーランドの悪魔のポストに投函していた。
美容サプリの段ボールに火をつけたことで稲田に脅され、逃げ出した際に階段を踏み外し頭部を強打し負傷するが、稲田と縁切りした母親や、後押ししてくれた力也に「ありがとうございました」と話をするようになる。
制服警官
演 - 中澤隆範
起業家促進会の会場にいた麻里に「カフェはたの」でボヤ騒ぎがあり、娘のほのかを保護していると連絡に現れる。
起業家促進会の来場者
演 - 白鳥紗良、坂本直季
起業家促進で無料提供された「カフェはたの」のビーフシチューが言うほどおいしくない、タダだからこんなものではと話をする。
歓迎レセプションパーティーの出席者
演 - 奈津子
あさひのニュータウン歓迎レセプションパーティーで、並木が暴露した稲田が美容サプリにカモがたくさん騙されると発言する映像を見て、これはどういうことかと説明を求める。

#### 第4話
今野義一
演 - 酒向芳（第5話・最終話）
聖寿総合病院の医院長。佐伯市長の知人。臓器移植が必要な金持ちの患者と、金に困っている人物をマッチングし、金に困っている人間の臓器を秘密裏に移植する闇医療を行う。
また、金で患者を安楽死させた疑惑があることもフリーライターの風間の調査により判明する。
根本雅史
演 - 浜田学（第5話）
篤と智輝の父親。父子家庭ながら重い病気で聖寿総合病院に長期入院している。力也の紹介で、力也がかつて勤めていたホスピスへ転院することとなる。
根本智輝
演 - 佐藤遙灯（第5話）
雅史の息子。入院する父親を助けてほしいとネバーランドの悪魔のポストに手紙を投函していた。
根本篤
演 - 阿佐辰美（第5話）
智輝の兄。高校生。父子家庭で父が入院しているため、弟と二人暮らし。父の入院費を賄うため、医院長の今野から持ち掛けられた臓器移植に応えようとするが、そのことを知った力也に止められる。
医院長の今野が、清掃会社の職員に低姿勢で接しているのを目撃したと力也に教える。
東雲愛（しののめ あい）
演 - 泉谷星奈
10年前、母親から虐待を受けていた娘。母親によその家の子どもになるように言われたことからピーターパンに「ネバーランドへ連れて行ってほしい」と、使われていないポストに手紙を投函していたのを力也に見つけられる。力也が見かねて母親にちゃんと面倒をみるよう注意するが、その後6歳で亡くなる。水野真は彼女が虐待死されてしか動こうとしなかった警察や児童相談所に業を煮やし、大人たちにとっては悪魔となって子どもを守る番人「ネバーランドの悪魔」となる決意を固める。
東雲千秋（しののめ ちあき）
演 - しじみ
愛の母親。娘の愛に虐待し、食事を与えていなかったことから力也に注意されるが、他人の家のことに口出しするなと反論され郵便局にもクレームの電話をかける。
高野絵里子
演 - クノ真季子（第1話）
力也が働いていた「ホスピス上越 風の郷里」の医師。ひなたからホスピスに勤務していた際の力也の様子を聴取され、郵便局長の江口が現れ、力也が郵便局に復帰したことを教える。
車いすの男
演 - 原金太郎
聖寿総合病院の入院患者。臓器移植が必要で、医院長の今野が闇医療で父親の治療費の工面に困る根本篤の臓器を移植する闇医療の話を持ち掛けられる。
リポーター
演 - 楠紗友里
10年前、東雲愛の虐待死亡事件を彼女が住んでいたアパートの前から報道する。
あさひの市職員
演 - 高田衿奈（第6話・最終話）
佐伯市長のサポートをする職員。

#### 第5話
弓坂みどりの水商売の同僚
演 - 小澤葵、彩羽
弓坂みどりの遺体発見現場で祈りを捧げていたのをひなたに話しかけられ、みどりはこれまでさんざん騙されてきた男に復讐してきたのだろうと伝え、本当に好きな男性ができたので水商売から足を洗うと言っていたと教える。
加納麻友子
演 - 江村あかり
加納直樹の妻。完治の難しい甲状腺がんにかかっっていたことから、夫の直樹の手にかかり安楽死で亡くなっている。

#### 第6話
杉原凛
演 - 平澤宏々路（幼少期：戸簾愛）（最終話）
10年前に水野真が刺殺した杉原勝次の娘。現在は児童養護施設「あやめ園」で暮らす。
森里一
演 - 山田純大（最終話）
児童養護施設「あやめ園」の施設長。
竹内秀哉
演 - 高橋良平
服役囚。施設内の作業場で居合わせた水野真に、自身の息子への虐待を自慢げに吹聴したところ、彼から暴行を受けた。
酒屋の店主
演 - 加藤満
幼少期の杉原凛が酒を万引きしていた酒屋の店主。
店員
演 - 羽田将大
ひなたと長谷が行きつけの蕎麦屋の店員。
男性
演 - 本多摂
イーストビルメンテナンスで働く水野真に物資の受け渡しを頼む怪しげな男性。

#### 最終話
司会者
演 - 川口満里奈
あさひのニュータウン基本協定調印式の司会者。
隣人女性
演 - 呑山仁奈子
隣人の中川家の子供が虐待されているのではないかと通報した女性。
子供
演 - 松岡夏輝（第6話）
児童養護施設「あやめ園」の子供
レポーター
演 - 入野佳子
「NEWS SHINING」。あさひのニュータウン基本協定調印式の会場前からレポートする。

## スタッフ
- 脚本 - 寺田敏雄、鹿目けい子、武井彩[1]
- 音楽 - HAL[10]
- 主題歌 - メガテラ・ゼロ「IKI」（フォーライフミュージックエンタテイメント）[49]
- 医療監修 - 中澤暁雄
- 警察監修 - 石坂隆昌、松野純司
- 落語監修 - 三遊亭愛楽[50]
- 監督 - 権野元、鈴木浩介、本橋圭太、柿原利幸[1]
- チーフプロデューサー - 濱谷晃一[1]
- プロデューサー - 山鹿達也、黒川浩行（ユニオン映画）、江川智、池本翔（ユニオン映画）[1]
- 協力プロデューサー - 木下真梨子[1]
- 制作協力 - ユニオン映画
- 製作著作 - テレビ東京

## 放送日程
| 各話   | 放送日  | サブタイトル                                         | ラテ欄 | 脚本       | 演出     |
| ------ | ------- | ---------------------------------------------------- | --- | ---------- | -------- |
| 第1話  | 8月18日 | 町に戻った郵便配達人 謎の連続殺人                    | 郵便配達人に裏の顔 ダークヒーロー誕生! 隠蔽された交通事故…亡母の敵討ち願う少年 郵便配達人が悪を討つ新感覚サスペンス! | 寺田敏雄   | 権野元   |
| 第2話  | 8月25日 | 続く不審死… 強まる力也への疑惑                       | 祖母が殺された…!? 疑惑の介護施設に潜入 バスケで怒りの制裁                                                            | 鹿目けい子 | 権野元   |
| 第3話  | 9月01日 | 今明かされる秘密 衝撃の告白                          | ママ友地獄から救え 女性起業家を襲う罠… 娘の手紙に涙の制裁                                                            | 武井彩     | 鈴木浩介 |
| 第4話  | 9月08日 | 力也に殺人容疑…10年前の真相とは                      | 郵便配達人が殺人で指名手配…!? 10年前の衝撃真相と黒幕正体                                                             | 武井彩     | 権野元   |
| 第5話  | 9月15日 | 拉致監禁!?力也に危機… 衝撃展開でクライマックス突入!! | 連続殺人犯の告白! 囚われの郵便配達人!? 絶体絶命…最凶の敵                                                             | 武井彩     | 柿原利幸 |
| 第6話  | 9月22日 | 偽装死の真相 元相棒は敵か味方か                      | 偽装された獄中死!? 生き別れた兄妹の再会 黒幕は敵か味方か!?                                                           | 鹿目けい子 | 本橋圭太 |
| 最終話 | 9月29日 | 全ての謎が解けた時…大逆転の最終決戦                  | 巨悪を止められるか 全ての謎が解けた時… 大逆転の最終決戦!                                                             | 鹿目けい子 | 本橋圭太 |

- 初回は2時間スペシャル（20時 - 21時48分）。